# شینگو هوشینو
شینگو هوشینو (انگلیسی: Shingo Hoshino؛ زادهٔ ۲ مهٔ ۱۹۷۸) بازیکن فوتبال اهل ژاپن است.